# مجله‌های رشد
دفتر انتشارات کمک آموزشی، که پس از دفتر تألیف کتب درسی، مهم‌ترین بخش سازمان پژوهش و برنامه‌ریزی وزارت آموزش و پرورش ایران است، مهم‌ترین متولی تولیدات کمک آموزشی در ایران است. این دفتر اکنون بالغ بر ۳۱ ماهنامه، فصلنامه و سالنامه با شمارگانی برابر ۲۸ میلیون نسخه در سال منتشر می‌کند. سه چهارم این شمارگان چشم‌گیر، سهم پنج مجلهٔ این دفتر در حوزهٔ کودکان و نوجوانان است که عبارتند از رشد کودک، رشد نوآموز، رشد دانش‌آموز، رشد نوجوان و رشد جوان.
دفتر نامبرده به جز این، دو نشریهٔ تخصصی ریاضی نیز برای نوجوانان منتشر می‌کند که عبارت است از:
- رشد برهان ریاضی - ویژهٔ دانش آموزان راهنمایی
- رشد برهان ریاضی - ویژهٔ دانش آموزان دبیرستان

بقیهٔ مجلات، ویژهٔ معلمان، دانشجویان تربیت معلم و مدیران مدرسه‌ها و در یک مورد ناشران کتاب‌های کمک آموزشی ایران است. عنوان این مجلات برای اطلاع در پی می‌آید. ناگفته نماند که عنوان عمومی این نشریات، رشد است و قبل از اسم هر مجله آورده می‌شود. ابتدا ماهنامه‌ها:
- ماهنامه رشد مدیریت مدرسه
- ماهنامه رشد معلم
- ماهنامه رشد تکنولوژی آموزشی
- ماهنامه رشد آموزش ابتدایی
- ماهنامه رشد آموزش راهنمایی
- ماهنامه رشد مدرسه فردا
- ماهنامه رشد کودک
- [ماهنامه رشد نوآموز]]
- ماهنامه رشد دانش آموز
- ماهنامه رشد نوجوان
- ماهنامه رشد جوان

عناوین فصلنامه‌های این دفتر نیز از این قرار است:
- فصلنامه رشد آموزش زبان و ادب فارسی[۴]
- فصلنامه رشد آموزش ریاضی
- فصلنامه رشد آموزش زبان انگلیسی
- فصلنامه رشد آموزش قرآن
- فصلنامه رشد آموزش معارف اسلامی[۵]
- فصلنامه رشد آموزش هنر
- فصلنامه رشد آموزش علوم اجتماعی
- فصلنامه رشد آموزش تاریخ
- فصلنامه رشد آموزش جغرافیا
- فصلنامه رشد آموزش فنی و حرفه ای[۶]
- فصل‌نامه رشد آموزش زیست‌شناسی[۷]